# Wanjia denghuo
Wanjia denghuo (万家灯火S, Wànjiā dēnghuǒP, lett. "Le luci di diecimila case") è un film del 1948 diretto da Shen Fu.